# Humoralna medicina
Humoralna medicina je bila vodilna smer starogrške medicine, ki je temeljila na konceptu, da je posameznikovo zdravje odvisno od pravilnega razmerje štirih telesnih sokov: krvi, sluzi (flegme), rumenega žolča in črnega žolča. Po njihovem prepričanju kakovostne in količinske spremembe telesnih sokov vodijo v bolezen. V zahodni medicini je veljala za najpomembnejšo medicinsko smer več kot 2.000 let, dokler njenih konceptov niso spodkopala odkritja celične patologije in kemije.

## Zgodovina
Koncept štirih telesnih sokov naj bi imel svoje korenine v medicini starega Egipta in Mezopotamije, sistematizacijo v humoralno medicino pa so vnesli šele starogrški misleci okoli leta 400 pr. n. št., ki so koncept štirih telesnih sokov povezali s štirimi elementi: zemljo, ognjem, vodo in zrakom (zemlja naj bi prevladovala kot element črnega žolča, ogenj v rumenem žolču, voda v sluzi ter zrak v krvi). Običajno se ideja štirih telesnih sokov pripisuje Hipokratu.
Poleg štirih zemeljskih elementov so telesne sokove povezovali tudi z letnimi časi, določenimi deli telesa, kjer naj bi se tvorili, ter s človeškimi značaji (temperamenti), kar prikazuje spodnja preglednica:
| Telesni sok (humor) | Letni čas | Element | Organ          | Lastnosti           | Značajski tip | Značajske značilnosti            |
| Kri                 | pomlad    | zrak    | jetra          | toplota in vlažnost | sangvinik     | srčen, upanja poln, ljubezniv    |
| Rumeni žolč         | poletje   | ogenj   | žolčnik        | toplota in suhost   | kolerik       | razburljiv, zlovoljen            |
| Črni žolč           | jesen     | zemlja  | vranica        | mraz in suhost      | melanholik    | malodušen, nespečen, razdražljiv |
| Sluz (flegma)       | zima      | voda    | možgani/pljuča | mraz in vlažnost    | flegmatik     | umirjen, nečustven               |